# Turelă de observație

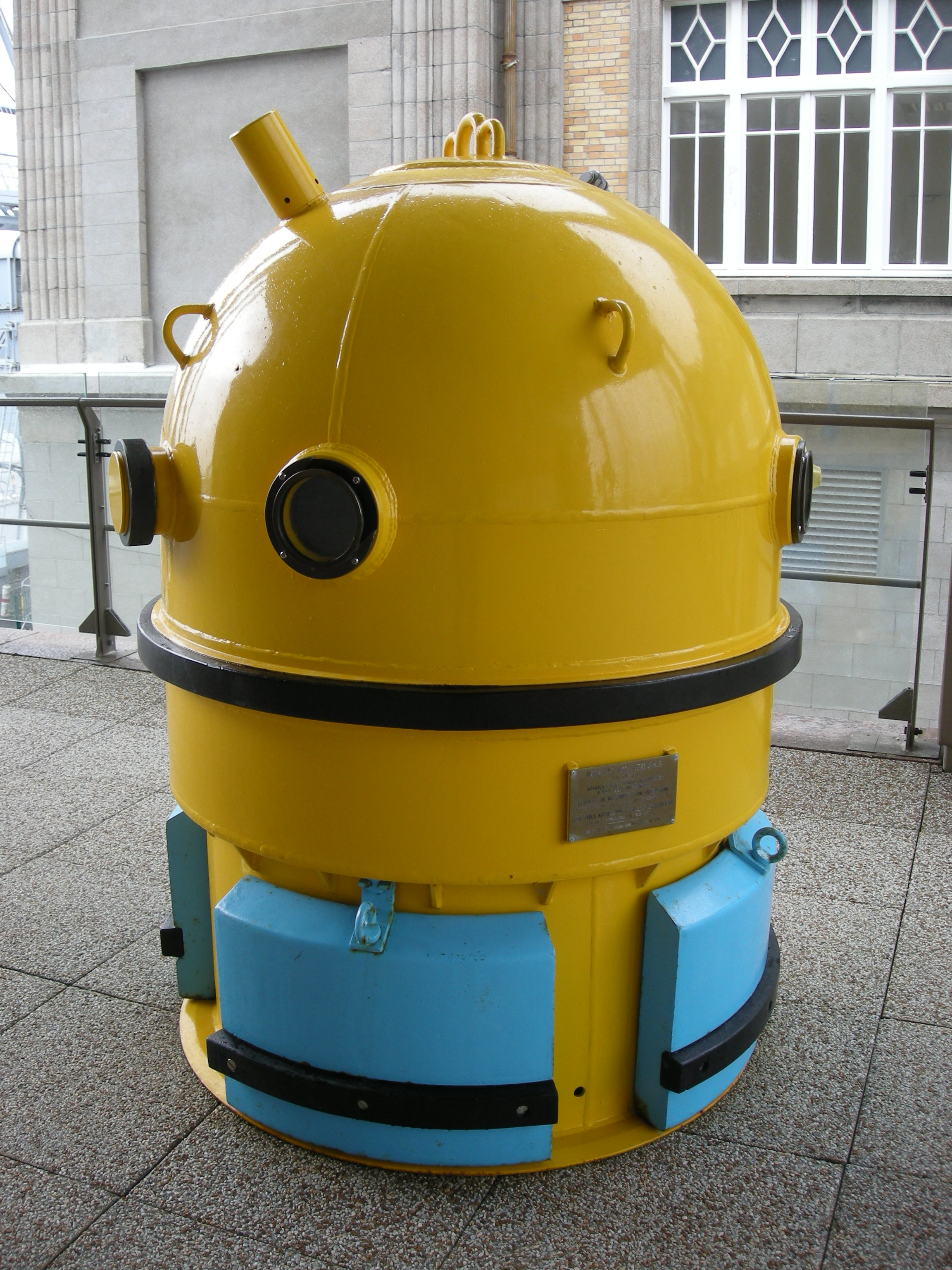
Turelă de observaţie Galeazzi

Turela de observație, sau turelă butoscopică, reprezintă un recipient din oțel etanș și rezistent la presiune hidrostatică cu ajutorul căreia se pot efectua observații subacvatice.
Turela de observație este un echipament de scufundare auxiliar, din ce în ce mai utilizat la lucrările de scufundare profesională, cum ar fi cercetări științifice, dirijarea operațiunilor de ranfluare de la adâncime mare, plasarea încărcăturilor de explozivi etc.
A fost inventată în anul 1920 de către celebrul scafandru italian Alberto Gianni și a fost folosită de către firma SORIMA (Societa Ricuperi Marittimi) și nava Artiglio la operațiunile de recuperare a încărcăturilor prețioase de la bordul epavelor Elisabethville, Egypt și Florence.
În anul 1934 William Beebe și Otis Bartron au construit o turelă de observație tip batisferă cu care au atins adâncimea de 910 m.
În mod obișnuit, echipajul este format din 1 sau 2 oameni iar presiunea internă este menținută constant la valoarea presiunii atmoferice de 1 bar. Până la locul observației este coborâtă de pe nava-suport cu ajutorul unui cablu din oțel.
Turela de observație este prevăzută cu 4 sau mai multe hublouri, sitem de regenerare a atmosferei cu epurator care absoarbe bioxidul de carbon și înlocuiește oxigenul consumat în procesul metabolic, fiind complet independentă de alimentarea cu aer de la suprafață.
Echipamentul din dotare mai include manometre de control al presiunii și adâncimii, sistem de comunicații radio și sistem de iluminare.
Turela este prevăzută cu un lest detașabil în caz de rupere accidentală a cablului de coborâre. Acest lest poate fi un rezervor cu apă care prin golire cu ajutorul aerului comprimat furnizat de butelii încărcate la presiunea de 120 bar, fac ca turela să capete flotabilitata dorită – neutră, caz în care nu este afectată de mișcările navei-suport, sau pozitivă pentru ridicare la suprafață. Lestul poate fi de asemeni o ancoră sau o greutate din fier sau plumb, care în caz de urgență este largată din interior.
Turela de observație poate fi fixă sau mobilă, putându-se deplasa lateral suspendată de cablu, pentru mărirea câmpului de observație. 
Turela închisă de scufundare ce face parte din sistemul de scufundare în saturație turelă-cheson, poate fi utilizată și ca turelă de observație. 